# Pogrom białostocki
Pogrom białostocki (ros. Белостокский погром) – mord 88 osób, głównie Żydów, w dniach 14–16 czerwca 1906 w Białymstoku.

## Opis
11 czerwca, prawdopodobnie z inspiracji rosyjskiego komisarza Szeremietowa, zamordowany został policjant Dierkaczow, który często sprzeciwiał się antysemickim zachowaniom Szeremietowa. 14 czerwca po raz pierwszy od 65 lat władze rosyjskie pozwoliły katolikom na procesję przez Rynek w dniu święta Bożego Ciała. W trakcie katolickiego pochodu doszło do wybuchu bomby wśród uczestników procesji, w wyniku której zabita została jedna osoba. W tym czasie miał miejsce drugi konkurencyjny pochód zorganizowany przez władze rosyjskie dla uczczenia wcielenia unitów do prawosławia. Władze rosyjskie w urzędowych komunikatach ogłosiły, że do prawosławnego pochodu otworzono ogień i oskarżyły o zamach ludność żydowską (stanowiła w tamtym czasie 66% ludności miasta).

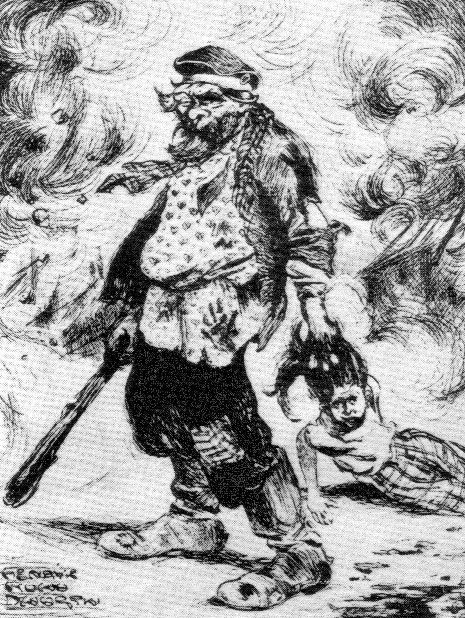
Karykatura autorstwa Henryka Nowodworskiego przedstawiająca jednego ze sprawców pogromu białostockiego z 1906, sugerująca rosyjską inspirację zajść

Władze rosyjskie sprowadziły do miasta oddziały armii carskiej, która otworzyła ogień do ludności żydowskiej. Pierwszy dzień pogromu miał charakter chaotyczny, natomiast następne według przekazów wyglądały na zorganizowaną operację wojskową. Największe starcia, w których brali udział rosyjscy kolejarze i robotnicy budowlani, miały miejsce w rejonie dworca kolejowego. Pogrom skończył się natychmiast gdy wycofano z miasta rosyjskie wojsko.
W wyniku pogromu śmierć poniosło 88 osób, w tym 82 Żydów. Pogrom był przedmiotem licznych artykułów prasowych oraz odezwy Polskiej Partii Socjalistycznej (PPS) potępiających zajścia do jakich doszło w mieście. W czerwcu 1908 odbył się proces sprawców, który jednak spotkał się z krytyką prasy, uznającą, że prawdziwi inspiratorzy zajść w mieście nie zostali postawieni przed sądem. Ofiary pogromu pochowano na cmentarzu żydowskim przy ulicy Wschodniej w Białymstoku.

## Opinie
W publikacjach naukowych powtarza się opinia o sprowokowaniu pogromu przez władze rosyjskie, inspirujących całą falę takich wydarzeń, poczynając od pogromu w Kiszyniowie w 1903, poprzez wydarzenia w 1905 w Odessie i Jekaterynosławiu.